# Brandon Uranowitz
Brandon Jacob Uranowitz (Livingston, 9 luglio 1986) è un attore statunitense, attivo in campo teatrale, televisivo e cinematografico.

## Biografia
Dopo la laurea all'Università di New York, Uranowitz esordisce sulle scene nel 2009, interpretando il protagonista Mark nel tour statunitense del musical Premio Pulitzer Rent. Due anni dopo debutta con lo show Baby, It's You! a Broadway, dove torna nel 2015 con il musical An American in Paris, in cui era brevemente apparso anche Théâtre du Châtelet di Parigi nel 2014; per la sua interpretazione nel ruolo del compositore Adam Hochberg viene candidato Tony Award al miglior attore non protagonista in un musical e al Grammy Award al miglior album di un musical teatrale. Nel 2016 recita a Broadway nel primo revival del musical di William Finn e James Lapine Falsettos con Christian Borle, Andrew Rannells e Stephanie J. Block. Per la sua interpretazione del neurotico psicoanalista Mendel viene nominato al Tony Award al miglior attore non protagonista in un musical e al Drama Desk Award.
Nel 2017 è a Broadway con la rivista Prince of Broadway, mentre nel 2018 recita in Grand Hotel al City Center Encores! di New York e in The Band's Visit a Broadway. Nel 2019 recita a Broadway per la prima volta in un'opera di prosa, Burn This con Adam Driver, che gli vale nuove nomination ai Drama Desk Award e al Tony Award. Nel 2022 recita a Broadway nella prima americana del dramma di Tom Stoppard Leopoldstadt, che gli vale la vittoria di un Tony Award, dell'Outer Critics Circle Award e del Drama Desk Award.
È omosessuale dichiarato e ha una relazione con l'attore Zachary Prince.

## Filmografia

### Cinema
- Stage Fright, regia di Jerome Sable (2014)
- Le regine del crimine (The Kitchen), regia di Andrea Berloff (2019)
- Stai con me oggi? (Here Today), regia di Billy Crystal (2021)

### Televisione
- Criminal Intent - serie TV, 1 episodio (2009)
- Inside Amy Schumer - serie TV, 1 episodio (2013)
- Blue Bloods - serie TV, 1 episodio (2017)
- Dietland - serie TV, 1 episodio (2018)
- La fantastica signora Maisel - serie TV, 4 episodi (2018-2022)
- Fosse/Verdon - serie TV, 1 episodio (2019)

## Riconoscimenti
- Tony Award
  - 2015 - Candidatura per il miglior attore non protagonista in un musical per An American in Paris
  - 2017 - Candidatura per il miglior attore non protagonista in un musical per Falsettos
  - 2019 - Candidatura per il miglior attore non protagonista in un'opera teatrale per Burn This
  - 2023 - Miglior attore non protagonista in un'opera teatrale per Leopoldstadt
- Grammy Award
  - 2016 - Candidatura per il miglior album di un musical teatrale per An American in Paris